# Манон Уетт
Манон Уетт (фр. Manon Houette, нар. 2 липня 1992) — французька гандболістка, срібна призерка Олімпійських ігор 2016 року.

## Виступи на Олімпіадах
| Олімпіада           | Дисципліна | Місце |
| ------------------- | ---------- | ----- |
| Ріо-де-Жанейро 2016 | гандбол    | 2     |

## Зовнішні посилання
- Манон Уетт — олімпійська статистика на сайті Sports-Reference.com (англ.) (архівна версія)